# Upplands runinskrifter 584
Upplands runinskrifter 584 är ett urnordiskt fragment av bildsten av sandsten i Erikskulle museum och hembygdsgård, Söderby-Karls socken och Norrtälje kommun.  Stenen är rent ornamental och ristad på två sidor.  Fragmentets storlek är 0,23 gånger 0,18 meter.